# Paradoxoglanis
Genre
Paradoxoglanis est un genre de poisson-chat de la famille des Malapteruridae.

## Liste des espèces
Selon FishBase (29 octobre 2017), World Register of Marine Species (29 octobre 2017) et ITIS (29 octobre 2017):
- Paradoxoglanis caudivittatus Norris, 2002
- Paradoxoglanis cryptus Norris, 2002
- Paradoxoglanis parvus Norris, 2002